# 王郢
王郢（9世纪—877年），唐朝叛将，在875年—877年作乱，在今浙江、福建地区活动和劫掠。

## 叛乱起因
王郢生年、籍贯均不详。乾符二年（875年）四月，在鎮海节度使赵隐属下任狼山镇遏使、突陈将，和68名将领在唐山打了胜仗，获得战功，但赵隐拒绝给他们衣服粮食等物质奖赏，只给他们加职名。王郢等人索取物质奖赏不得，便发动兵变，以王郢为首，从武器库夺取兵器，劫掠附近地区，叛军很快扩大到近万人，攻占蘇州、常州，建立舰队使他们得以在长江上下游和东海岸畅行无阻。他们在镇海、浙东、福建地区肆意劫掠。赵隐因抚御不当，被贬为太常卿。

## 军事行动
三年（876年）七月，唐僖宗任前岩州刺史高傑为左骁卫将军，充缘海水军都知兵马使，率舰队对抗王郢，但高傑并未取胜。当月，新任镇海节度使裴璩败王郢。十月，王郢试图和温州刺史魯寔谈判，试图重归朝廷并重获任用。魯寔屡次论奏，朝廷最初也接受了，但要求王郢放弃军队到长安朝见皇帝，再行任命。王郢没有前往，拖延了半年。随后，他又提出任望海镇遏使，被朝廷拒绝，朝廷任他为右率府率，令左神策军补以重职，并允许他保留劫掠所得的财物。
四年（877年）正月，王郢引诱魯寔上船后将其擒住，魯寔身边将士逃散。朝廷闻讯，任右龙武大将军宋皓为江南诸道招讨使征发江南诸道和忠武、宣武、感化三道、宣、泗二州兵共计一万五千人讨伐王郢，下诏招安王郢部众，生擒及砍得王郢头归顺者授四品正员官、赏钱一万贯、赐庄宅一区，率众解甲归降者亦厚与爵赏。二月，王郢攻占望海镇，劫掠明州，攻占台州，迫使刺史王葆撤退到唐興。僖宗下诏命镇海、浙东、福建三镇各出战船讨王郢。宣歙观察使崔玹派戴昭防御王郢。

## 身亡
但当闰二月王郢回到镇海劫掠时，裴璩聚集军队，不与战，还秘密招降了王郢的党羽朱實，散其部众六七千，得其器械二十余万及船和粮帛，诏以朱实为金吾将军。王郢的部众开始散去。王郢聚集余众，向东退到明州，甬橋镇遏使劉巨容以筒箭射杀王郢，平其余党，王郢之乱就此平定。三月，僖宗下诏举王郢身死夷家的例子诏谕作乱的草军。
临安人董昌募土团乡兵讨王郢，表钱镠为偏将，击破王郢。董昌因功补石镜镇将。
唐昭宗乾宁五年（898年）六月，罗隐作《东安镇新筑罗城记》，举王郢之乱等事称懿宗、僖宗之后纲领不振。